# Lypha johnsoni
Lypha johnsoni är en tvåvingeart som först beskrevs av Daniel William Coquillett 1897.  Lypha johnsoni ingår i släktet Lypha och familjen parasitflugor. Inga underarter finns listade i Catalogue of Life.